# 奧斯利 (密蘇里州)
奧斯利（英語：Owsley）是位於美國密蘇里州約翰遜縣的非建制地區。

## 歷史
奧斯利的郵局於1877年設立，其後於1906年停運。

## 地理
奧斯利所處的海拔為高於海平面275米（即902英呎），而該地所採用的時區為UTC-6，即北美中部時區（CST）。同時該地設有夏令時間，為UTC-6調快一小時，即UTC-5（CDT）。